# Arboridia samadi
Arboridia samadi är en insektsart som först beskrevs av Samad och M. Firoz Ahmed 1979.  Arboridia samadi ingår i släktet Arboridia och familjen dvärgstritar.
Artens utbredningsområde är Pakistan. Inga underarter finns listade i Catalogue of Life.